# Carcelia amplexa
Carcelia amplexa là một loài ruồi trong họ Tachinidae.